# 일본국유철도 DD15형 디젤 기관차
일본국유철도 DD15형 디젤 기관차(일본어: DD15形ディーゼル機関車)는 일본국유철도가 1962년부터 제조한 액체식 제설용 디젤 기관차이다.

## 개요
입환용 디젤 기관차인 DD13형 113호기 이후에 제조된 차량을 이용해 개발한 기관차로, 1962년부터 1966년까지 닛폰차량제조에서 50량(1 - 46, 301 - 304)을 제작했다.
플로우식 대형 제설 장치를 기관차 앞뒤에 장착한 구조이다. 원래는 키100형 제설차나 키500형 제설차를 전용 기관차로 밀면서 작업했으나, DD15형 기관차 앞뒤에 제설 장치를 장착한 덕분에 방향을 전환할 필요도 없이 1량만으로 모든 제설 작업을 할 수 있었다. 제설 장치를 풀면 DD13형과 똑같이 입환기로서 사용할 수 있었으며, 이 덕분에 1년 내내 사용이 가능한 제설차로서 차량 운용 효율의 향상에 기여했다.
다만, 제설 장치 장착시 축중이 15.5t에 달해, 일부 선로에서 사용할 수 없고, 제설 장치를 탈착하려면 크레인이 필요하고, 눈이 많이 오는 겨울에는 일반 운용과의 겸용이 곤란했기 때문에, 제설 장치를 차량화하여 탈착이 간편해진 DE15형 디젤 기관차가 개발되면서 제작이 종료됐다. 1987년, 일본국유철도가 민영화되며, 19량이 동일본 여객철도에, 13량이 서일본 여객철도에 이전되었다.

## 구조
기관차 본체는 센터 캡 방식으로 기관차의 중앙에 운전대를 배치하고 앞뒤 보닛에 기기를 수납하는 등 외관과 기기 구성은 DD13형과 동일하다. DD13형과 다른 DD15형만의 특징으로는 운전대의 보조 전조등 · 창문의 눈 제거기 · 랜보드 위에 있는 긴급용 제설 장치 등이 있다. 제설 장치 장착에 대한 중량 증가를 고려해서 경량화를 위해 200mm이었던 차대의 두께는 150 mm으로 얇게 만들고, 연료 탱크 용량이 2,000 L에서 1,500 L로 축소되었다.
엔진으론 직렬 6기통 디젤 엔진·DMF31SB형(500 ps / 1,500 rpm)을 2기 탑재했다. 신코조키제 Lysholm - Smith식 액체변속기 DS1.2/1.35형과 윔버네식 DT113형 대차를 탑재했는데 이는 DD13형 7차분(111호기~)와 같다.
초기형(1·2호기)에서는 눈 제거기·프랜저(선로 위에 쌓인 눈을 치우는 장치 2개)·보조 장치의 동작을 기압 실린더로 조작했기 때문에, 앞쪽 보닛 위에 대형 기압 실린더를 올려 놓았는데, 3호기부터는 모두 유압으로 작동했기 때문에 기압 실린더가 제거됐다. 42호기 이후에는 여러 장치의 작동을 자동으로 전환하기도 했다. 1966년에 DD13형의 대차 교체에 맞추어 DD15형도 대차를 DT113D형에서 DT113F형으로 교체했다. 대차를 교체한 차량들은 차량 번호를 300번대(301-304)로 구분했다.
제설 장치는 진행 방향의 왼쪽으로 눈을 치우는 복선형으로, 탈착시엔 크레인을 이용하여 기관차 본체의 연결기와 차대에 있는 고정대에 고정한다. 16호기와 17호기는 1968년에 니쓰 공장에서 단선형 제설 장비를 장착하도록 개조되었다.

## 운용

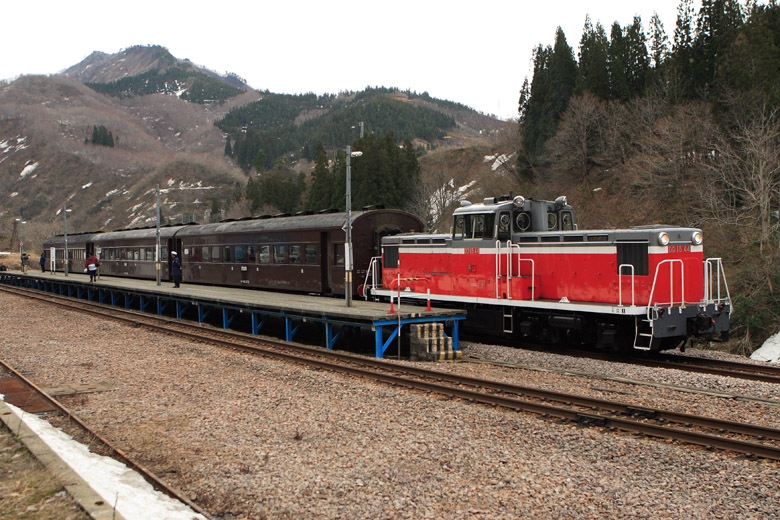
2007년 4월 21 - 22일에 운행된 쾌속 〈우오누마호〉 (다다미선 오시라카와 역에서 촬영)

DD15형은 축중이 무겁기 때문에 입선할 수 있는 구간은 제한되지만, 이것은 탈선 방지에는 유리하다. 또 제설 작업 중 방향 전환이나 검수도 간편하기 때문에 제설 차량으로서 DE15형이 제작되기 시작한 이후에도 제설 전용기로 자주 사용되었다. 일반 열차를 견인하는 용도로는 쓰이지 않았기 때문에, 제설 장치를 탈착할 일이 없다 보니, 제설장치 탈착에 관한 문제는 사실상 없어졌다. 하지만, 이것은 또 겨울 이외에는 사용할 곳이 없어 유휴차량이 되는 것을 의미한다(아주 드물게 임시열차의 견인에 쓰이기도 했다).
제조된지 40년이 넘었는지라 노후화가 심해져, JR동일본 소속 DD15형들은 ENR-1000형으로 대체되어 모든 차량이 폐차되었고, JR서일본 소속 DD15형들은 키야143형으로 대체되었다. 2013년 4월 시점에서는 JR서일본 도야마 지역 철도부에 5량(11, 13, 14, 15, 31), 후쿠이 지역 철도부에 2량(10, 39)이 있었지만, 2013년 7월에 39가 폐차, 2017년 3월에 5량(10, 13, 14, 15, 31)이 폐차되었다. 마지막까지 남아 있던 11호기도 같은 해 2017년 6월 30일자로 폐차되어 더 이상 운용하지 않는 형식이 되었다.

## 보존
- DD15 17　홋카이도 미카사시 미카사 철도 기념관
- DD15 30　오카야마현 쓰야마시 쓰야마 마나비의 철도관[4]
- DD15 37　홋카이도 오타루시 오타루시 종합박물관（철도・과학・역사관）

DD15 4가 도호쿠 본선 리후지선 리후역에 유치되어 있었으나, 보존 중이던 다른 차량을 이동시킬 때 해체되어 더 이상 존재하지 않는다. 

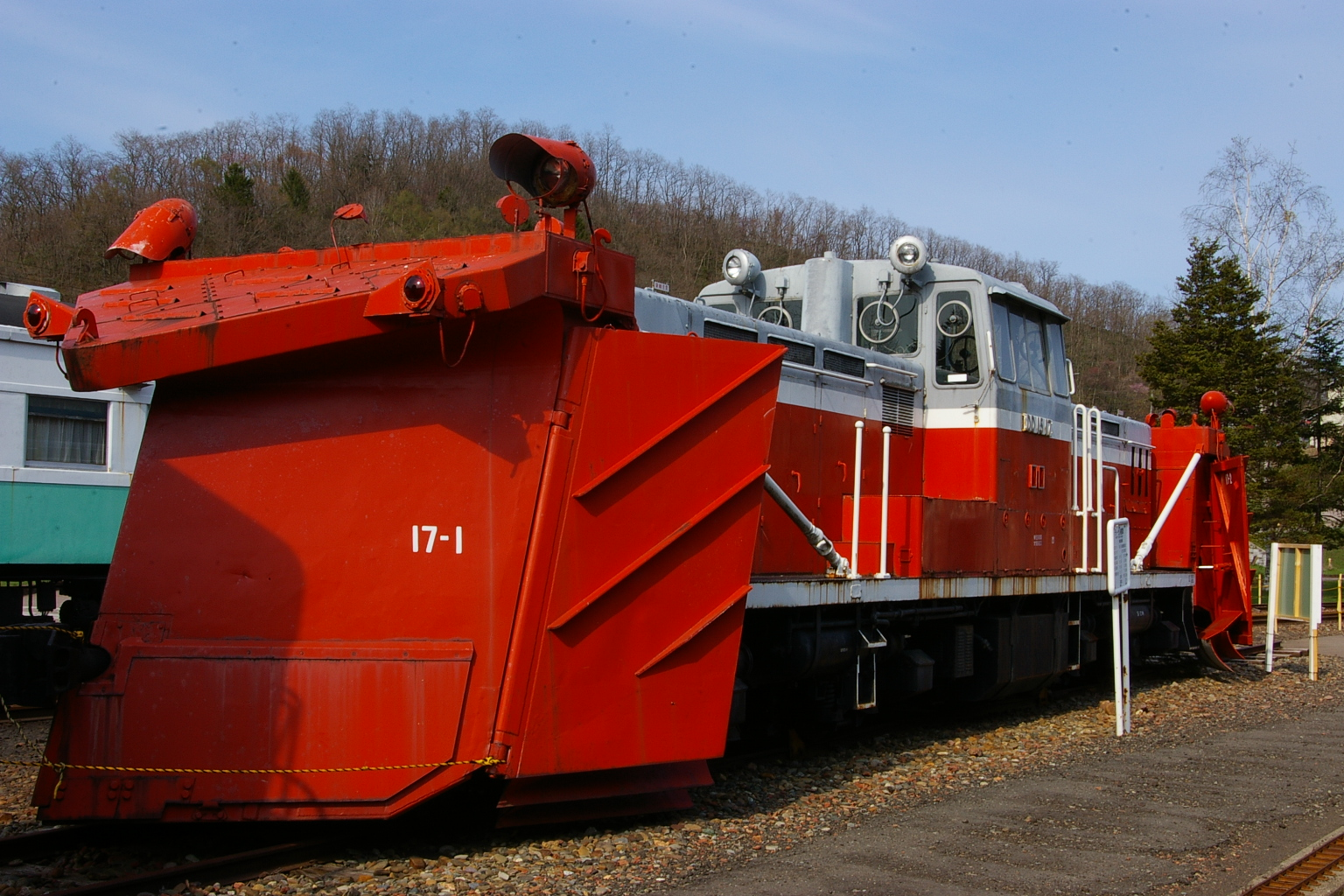
DD15 17
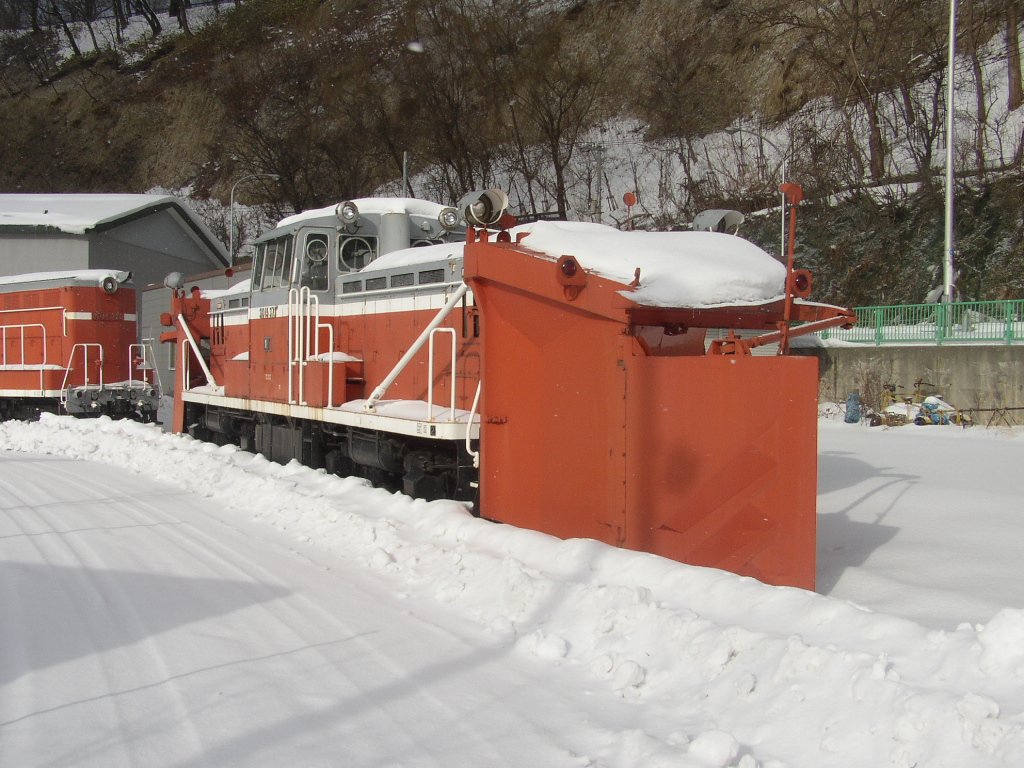
DD15 37

## 주요제원
- 전장：13,600 mm （제설기 장착시 21,200 mm）
- 전폭 : 2,926 mm
- 전고 : 3,880 mm
- 차륜 배치 : Bo-Bo (UIC 분류)
- 중량 : 55.0 t （제설기 장착시 62.0 t）
- 최대견인력 : 16,500 kgf
- 엔진 형식 : 직렬 6기통 디젤엔진 DMF31SB(500 ps / 1,500 rpm) × 2
- 제동장치 : DL14B형 자동공기제동장치, 수동제동장치